# Distrito de Hochsauerland
El distrito de Hochsauerland (Altos del Sauerland) es un distrito (kreis) ubicado en el sureste del estado federal de Renania del Norte-Westfalia en Alemania. La capital de distrito es Meschede.

## Geografía
El distrito limita al oeste con el distrito de la Marca, al norte con los distritos de Soest y Paderborn, al noreste con el distrito de Höxter, al este limita con el distrito de Hesse Waldeck-Frankenberg y en la parte meridional del distrito con los distritos de Siegen-Wittgenstein y Olpe. El territorio del distrito forma parte del transcurso del río Ruhr.

## Historia
El distrito Hochsauerland fue creado el 1 de enero de 1975, dentro del contexto de una reorganización administrativa general, por fusión de los distritos antiguos de Arnsberg, Meschede y Brilon. Se incorporó además los poblados de Neuastenberg, Mollseifen, Langewiese y Hoheleye (originalmente distrito de Wittgenstein) y  Essentho, Meerhof, Oesdorf und Westheim (originalmente distrito de Büren). Por otro lado, del distrito original de Arnsberg se transfirió Warstein al distrito de Soest, Balve y Asbeck al distrito de la Marca.

## Composición del distrito
1. Arnsberg, Ciudad (76.126)
2. Bestwig, Municipio (11.685)
3. Brilon, Ciudad (27.085)
4. Eslohe, Municipio (9.240)
5. Hallenberg, Ciudad (4.568)
6. Marsberg, Ciudad (21.790)
7. Medebach, Ciudad (8.169)
8. Meschede, Ciudad (32.036)
9. Olsberg, Ciudad (15.770)
10. Schmallenberg, Ciudad (25.987)
11. Sundern, Ciudad (29.476)
12. Winterberg, Ciudad (14.361)

## Estados hermanados
- Powiat de Olesno/Polonia
- Región de Megido/Israel
- West Lothian/Escocia